# ショーン・ヒル (アメリカンフットボール)
ショーン・ヒル（Shaun Hill 1980年1月9日 - ）は、カンザス州パーソンズ出身の元アメリカンフットボール選手。現役時代のポジションはQB。

## 経歴

### プロ入りまで
高校時代彼は3年間先発QBであると共に2年間先発フリーセイフティを務めた。彼はカンザス州南東地区のファーストチームに2度選ばれると共に3年次には州のファーストチームに選ばれた。彼はまた高校時代にバスケットボール、野球、陸上競技も行った。
大学に進学する際には活発なリクルートは受けなかった。彼は2年間ハッチンソン・コミュニティ・カレッジで過ごした後、メリーランド大学に転校した。2001年、彼は3158ヤードを投げて19タッチダウンをあげ、大学に1985年以来となるアトランティック・コースト・カンファレンスのタイトルをもたらすと共にシーズンを全米ランキング10位で終えて2002年のオレンジボウル出場権を獲得した。

### ミネソタ・バイキングス
2002年ドラフト外でミネソタ・バイキングスと契約し入団した。3年間彼は控えQBとして過ごした。経験を増すために2003年春に彼はNFLヨーロッパのアムステルダム・アドミラルズに派遣された。そこで彼はリーグトップのパス獲得ヤードをあげると共にTDパスはリーグ2位タイの数字を残した。2005年には2プレーを行ったがいずれもニーダウンが指示されていた。

### サンフランシスコ・49ers
2006年、彼はサンフランシスコ・フォーティナイナーズに加入しトレント・ディルファー、アレックス・スミスに次ぐ第3QBとなった。この年のプレシーズンゲームでパス23回中15回成功（成功率65.2%）TDパスなし、インターセプト1回の数字を残した。レギュラーシーズンに入ると彼に出番は回らなかった。
2007年8月16日のデンバー・ブロンコスとのプレシーズン最初のゲームで彼はパス20回中13回成功148ヤードを獲得したが、1インターセプトを喫して試合は13-17で敗れた。彼は機動力があるところを見せたが、レッドゾーンでの攻撃には不十分なものを見せ、1度目の攻撃はインターセプト、2度目の攻撃でもほとんど同じようなプレーであわやインターセプトされるところであった。プレシーズン最後のゲームとなったサンディエゴ・チャージャーズ戦でも3点差でFGレンジまでの前進を試みた試合終盤、残り16秒からワイドレシーバーに深いパスを2度投げたがいずれも失敗、2回目のパスはインターセプトされ試合に敗れた。
その年の12月9日のミネソタ・バイキングス戦でエースQBのディルファーが脳震盪を起こして負傷退場したことから、彼はリリーフとして出場し、パス27回中22回成功し、181ヤードを投げ1TDをあげる活躍を見せたが試合には敗れた。ディルファーはその年シーズン絶望となり、翌週12月15日のシンシナティ・ベンガルズ戦で初先発を果たした。彼はパス28回中21回成功しTDパス1回と、ランでも1TDをあげた。その後シーズン終了まで先発出場を続けた。12月23日のタンパベイ・バッカニアーズ戦ではパス24回中11回成功123ヤードを獲得、ダレル・ジャクソン、バーノン・デービス、フランク・ゴアにそれぞれTDパスを投げて試合は21-19でナイナーズの勝利に終わった。第16週のバッカニアーズとの試合で彼はパスを投げた後、相手の新人ゲインズ・アダムスにヒットされて背中を痛めた。その結果最終節のクリーブランド・ブラウンズ戦は出場不可能になり、クリス・ウィンキが彼に代わって出場した。
2008年2月に彼はチームと3年契約を結んだがアレックス・スミス、J・T・オサリバンと先発の座を争うこととなった。この争いはスミスが故障者リスト入りし、マイク・マーツオフェンスコーディネーター（2006年から2007年、デトロイト・ライオンズのオフェンスコーディネーターを務めた。）の戦術理解度の高いオサリバンが先発QB、ヒルは控えQBとなった。2008年シーズン途中の10月27日にマイク・シングレタリーが暫定ヘッドコーチとなるまで彼の出番はなかった。シアトル・シーホークス戦でオサリバンがその試合2度目のターンオーバーを許すと彼は交代出場しパス23回中15回成功し、ジェイソン・ヒルへのTDパスも決めたが試合は13-34で敗れた。第10週のアリゾナ・カージナルスとのマンデーナイトフットボールから彼は先発QBとして起用されることになった。前半彼はジョシュ・モーガンに31ヤードのTDパスを通しチームは14-3でリードしてハーフタイムを迎え、後半開始早々にはバーノン・デービスのTDでリードをさらに拡げた。しかし後半ヒルのインターセプトなどでカージナルスに24-29と逆転された。彼は敵陣20ヤードでショベルパスを試みたがこの日2回目のインターセプトを喫した。それでも残り3分39秒、1分04秒でナイナーズに攻撃権が移り残り時間わずかのところヒルはパスを何本も通しゴールライン間際まで攻め込んだがカージナルス守備陣を崩すことができなかった。11月16日に行われたセントルイス・ラムズとの試合では第2QにTDパス2本、自らによるTDランなどチーム史上2回目となる1Qに4TDをあげる猛攻を見せた。第12週のダラス・カウボーイズ戦では自身初の300ヤード以上パスを投げたが敗戦を喫した。第16週のラムズ戦で3回のインターセプトをされた彼はオサリバンと交代されそうになったが、第4Qに80ヤードのTDドライブを最後はアイザック・ブルースのキャリア1,000回目のパスキャッチとなるTDパスで締めくくると、残り3分からジョシュ・モーガンへの48ヤードのTDパスを決めディフェンスが相手QBマーク・バルジャーのパスをインターセプトし自身初の第4Qからの逆転勝利を達成した。この年の成績は2046ヤードを投げてタッチダウンパス13回、インターセプト8回、QBレーティング87.5、ラッシングタッチダウン2回で、終盤8試合に先発出場した彼は5勝3敗の成績を残した。
2009年にはエースQBの座をアレックス・スミスと争った。肩の弱さを指摘する声もあったが安定感とリーダーシップを買われて開幕先発QBに指名された。しかしシーズン中盤からは控えに降格され2010年オフシーズン、チームがデビッド・カーを獲得したことからチーム構想からはずれ、デトロイト・ライオンズに移籍した。

### デトロイト・ライオンズ

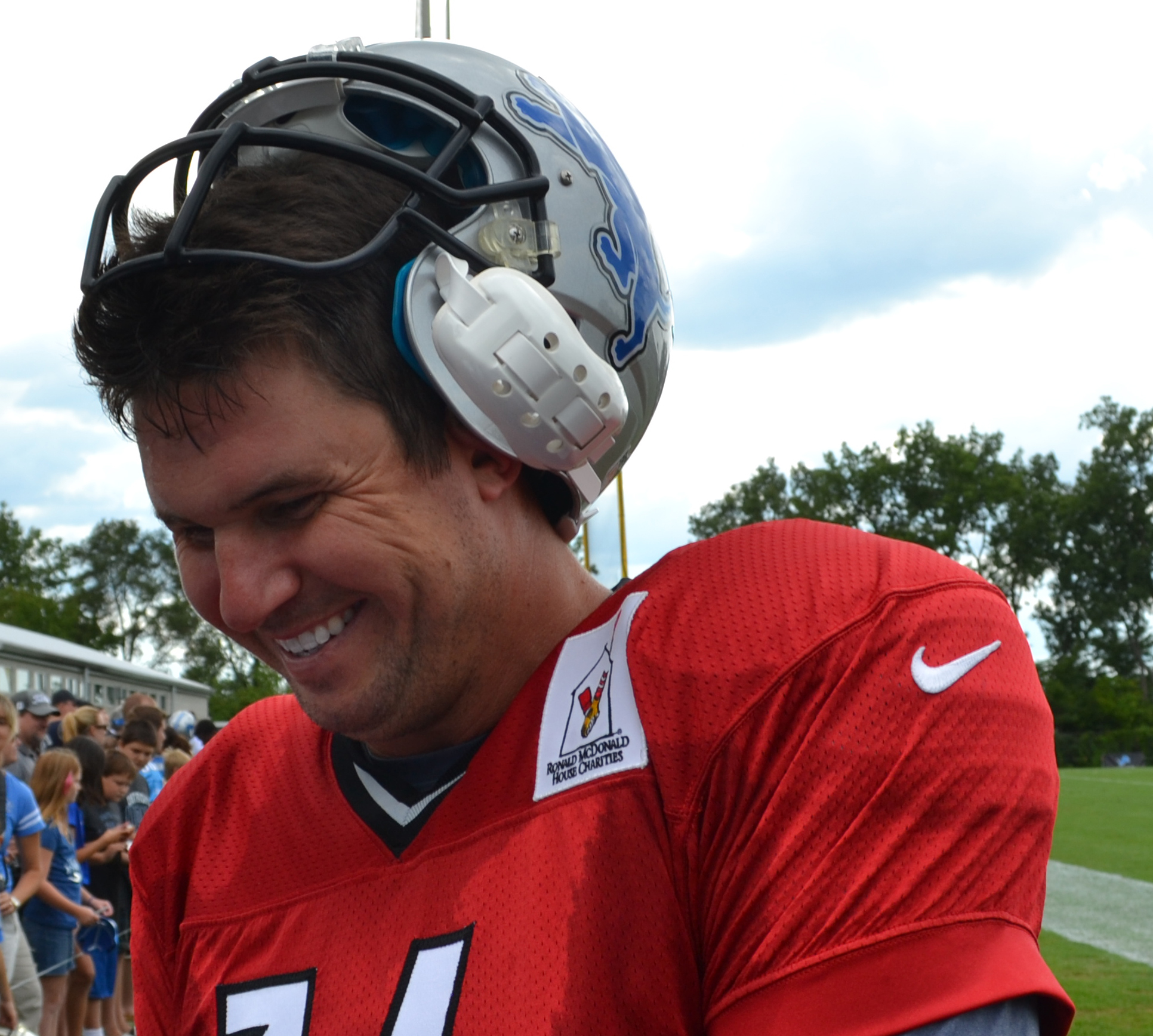
2012年のトレーニングキャンプ

2010年、開幕戦のシカゴ・ベアーズ戦でマシュー・スタッフォードが肩を負傷し退場したためリリーフ、第2週からは先発QBを務めた。10月10日のセントルイス・ラムズ戦ではカルビン・ジョンソン、ブランドン・ペティグルー、ネイト・バールソンにそれぞれタッチダウンパスを通して44-6の大勝に貢献した。10月17日のニューヨーク・ジャイアンツ戦で左上腕部を骨折した。11月25日のニューイングランド・ペイトリオッツ戦でファンブルした際に、相手選手の誰かに腕を折られそうになったと述べている。この年彼は8試合に先発出場している。2010年シーズン終了後、背中の手術を行った。
2012年、第3週のテネシー・タイタンズ戦で負傷したスタッフォードをリリーフ、パス13回中10回成功、2TDをあげた。

### セントルイス・ラムズ

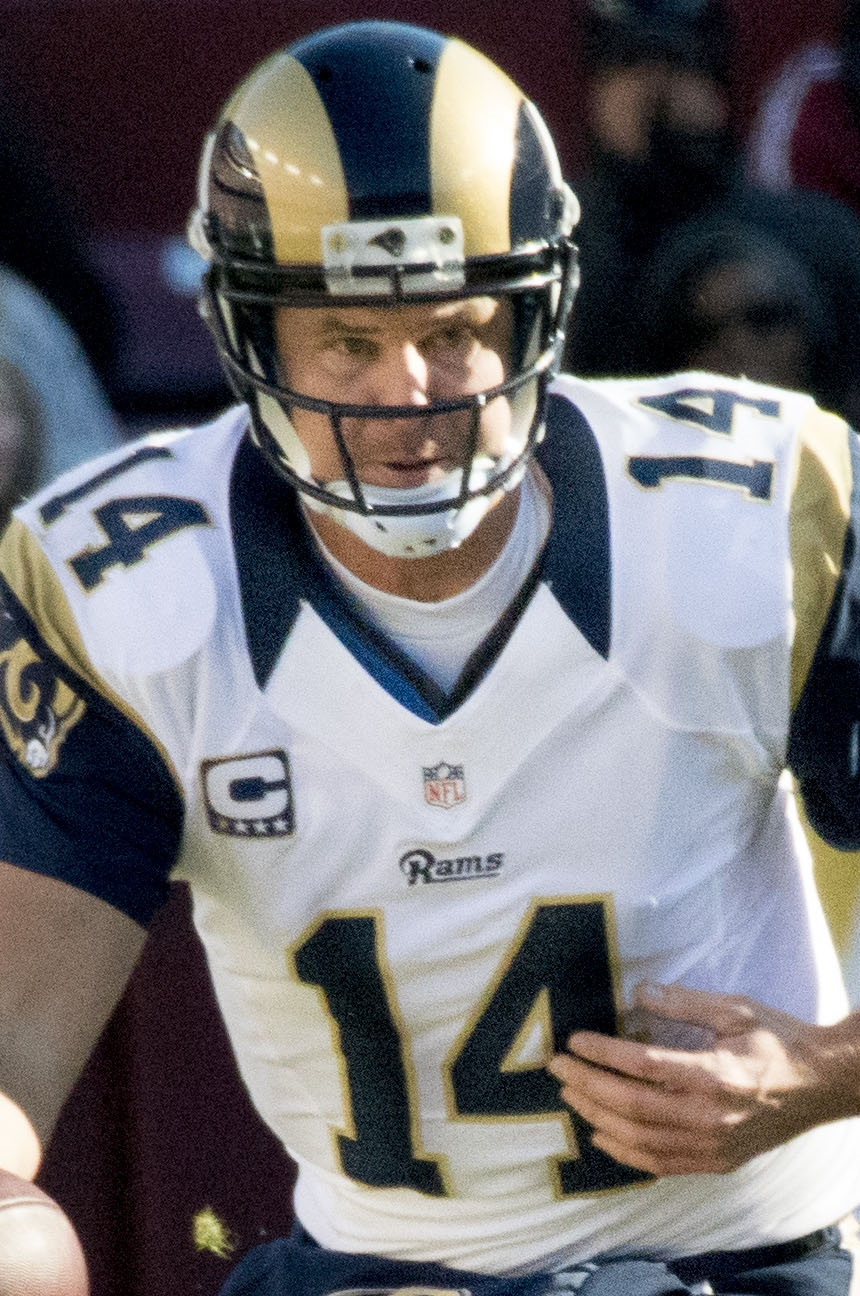
2014年12月7日のレッドスキンズ戦

2014年3月26日、セントルイス・ラムズと1年契約を結んだ。8月23日のプレシーズンゲームでサム・ブラッドフォードがACLを断裂しシーズン絶望となったため、ジェフ・フィッシャーヘッドコーチから開幕先発QBに指名された。太ももの負傷により第2週よりオースティン・デービスに先発QBの座を明け渡した。デンバー・ブロンコス戦では彼の活躍で番狂わせを演じたが、翌週のサンディエゴ・チャージャーズ戦では低調なパフォーマンスでチームは敗れた。この年先発8試合を含む9試合に出場し、1657ヤードを投げて8TD、7INT、QBレイティングの成績で、先発した8試合でチームは3勝5敗の成績であった。

### ミネソタ・バイキングス（2度目）
2015年3月10日、ミネソタ・バイキングスと契約を結んだ。

## 人物
メリーランド大学では運動学を専攻した。バイキングス時代には筋ジストロフィーに苦しむ子供たちのサポートを行った。また以前在籍していたバイキングスの公式HPでNFLヨーロッパでの経験を毎週掲載している。
趣味は釣りで地元カンザス州の池で高校時代釣りをして楽しんだ。バイキングス時代には長さ30インチ（約75cn）、9ポンド（約4kg）のウォールアイを釣っている。彼は48インチ（約121cm）のアメリカカワカマスも釣り上げている。

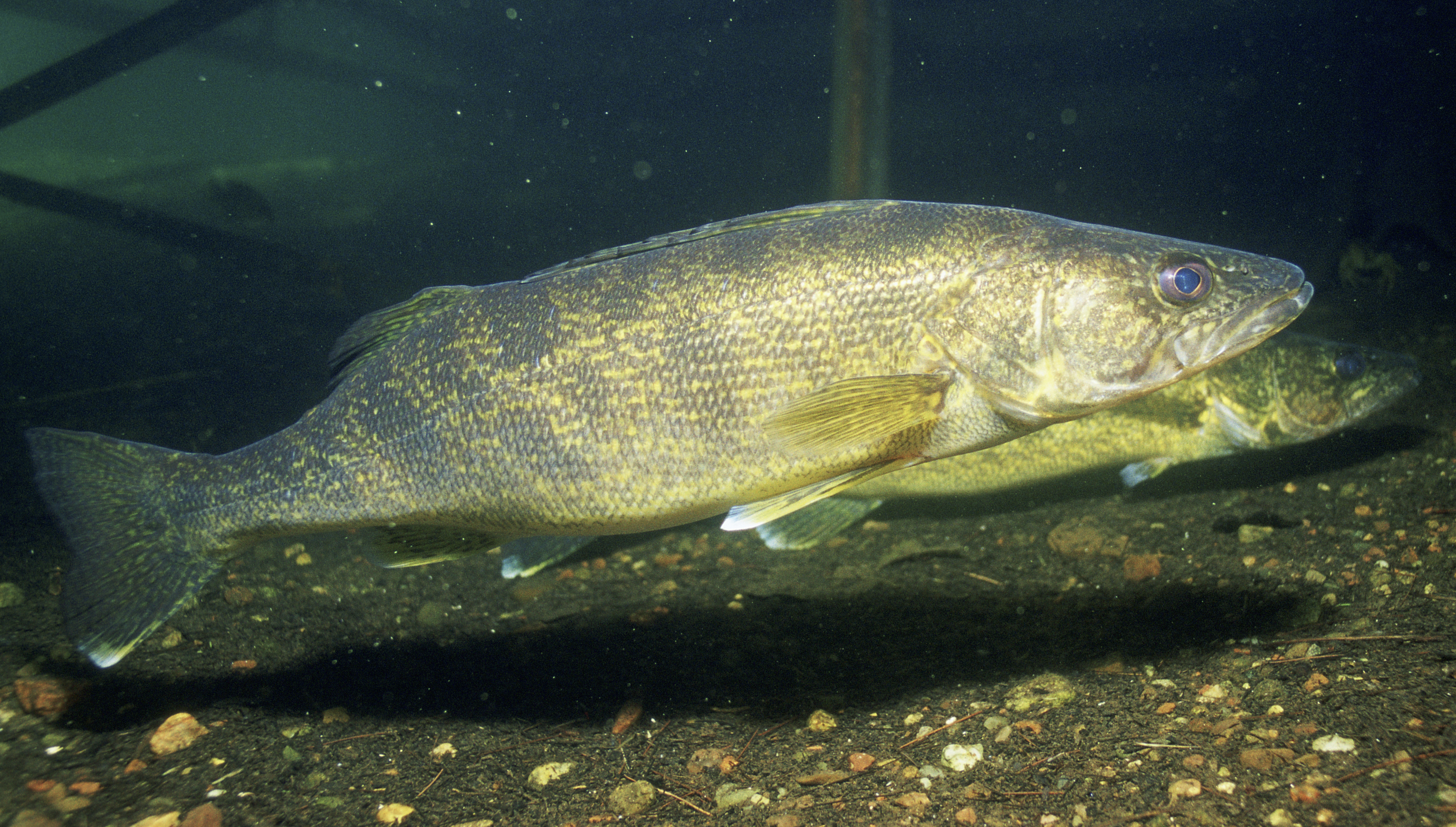
ウォールアイ
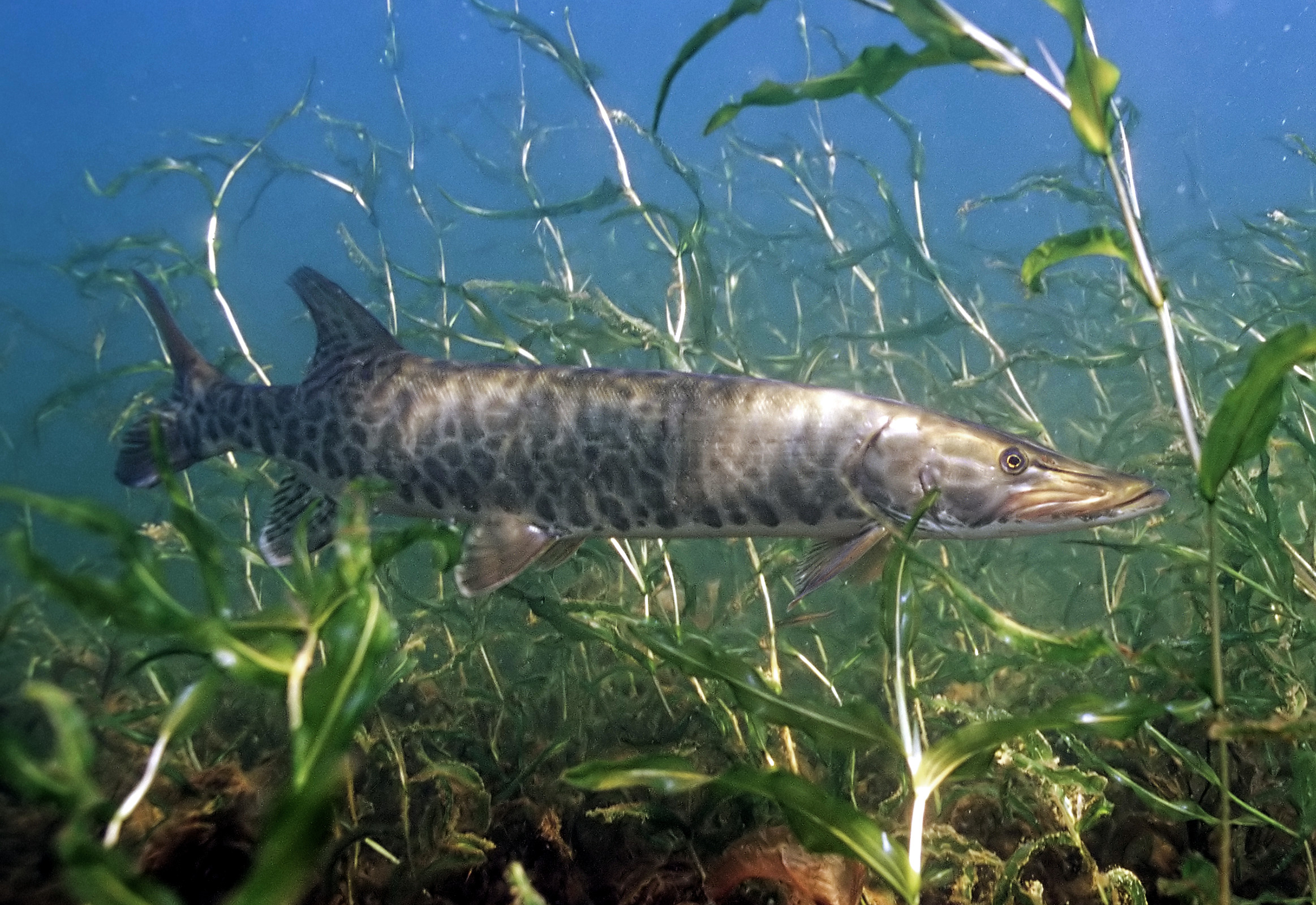
アメリカカワカマス